# Alsemberg

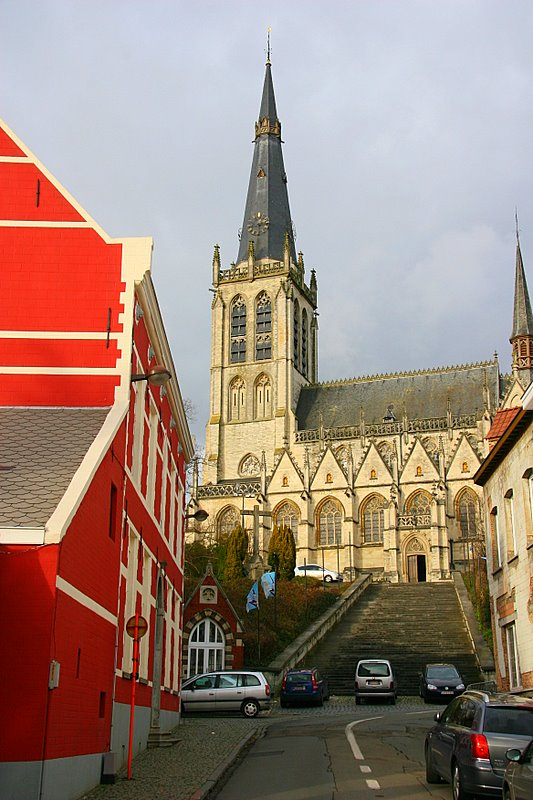
A templom ma, balra a Sint-Victorinstitute épülete

 Alsemberg település a belgiumi Flamand-Brabant tartományban található Beersel község része, Brüsszeltől délnyugatra kb. 12 km-re fekszik. 1977-ig a település önálló község volt, akkor olvadt be négy másik környékbeli településsel együtt Beersel községbe. Alsemberg területe 6,19 km², lakosainak száma 5377 fő (2005-ös adat).

## Történelem
A régészeti kutatások szerint a település környéke már a római hódítást megelőzően benépesült. A római korból származik a Dikke Mier út, amely a római katonai úthálózat része volt, szomszédságában számos római kori pénzérmét találtak. A Dikke Mier később egyértelmű határvonalat alkotott Alsemberg és a közeli Dworp falu között.
A város első említése a 13. sz. közepéből származik, amikor a falu és környéke (csakúgy mint a közeli Beersel városa) a közeli Sint-Genesius-Rode (franciául: Rhode-Saint-Genèse) major része volt. A 14. sz.-ban épült fel a település temploma, az Onze-Lieve-Vrouwekerk van Alsemberg.
1861-ben a van Scheppers testvérek iskolát alapítottak a templom közelében. A Sint-Victorinstituut mára igazi oktatási komplexummá nőtte ki magát, ma általános iskolának, gimnáziumnak (Algemeen Secundair Onderwijs v.  ASO), bentlakásos szakmunkásképzőnek (Buitengewoon Lager Onderwijs v. BuLO) és tanárképző főiskolának (Normaalschool) ad otthont.

## Érdekességek, látnivalók

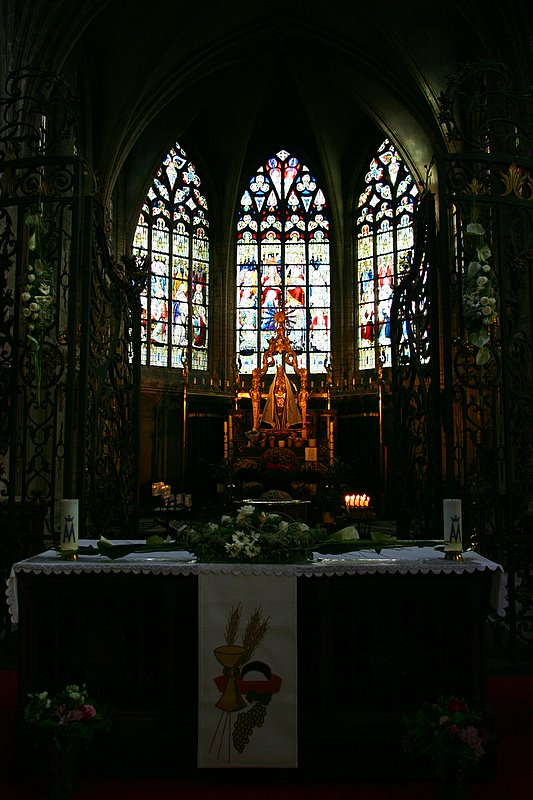
A főoltár a Mária-szoborral, amelyet Stella Maris-nak is hívnak (vagyis Tenger Csillaga)

### Onze-Lieve-Vrouwekerk
A 13. század középétől állt Alsembergben állt egy román stílusú Mária-szobor, amelyet I. Henrik brabanti herceg felesége, Sofia adományozott a helyi parókiának. A faluban található római stílusú templomot az 1350-es években a jelenlegi formájára átalakították.
Az építkezés igen lassan haladt, a végleges formáját csak az 1450-es évek körül nyerte el az Onze-Lieve-Vrouwekerk. A főhajó boltozatát csak 1470-ben sikerült befejezni, Merész Károly burgundi herceg segítségének és bőkezű adományának köszönhetően, aki 1466. február 8-án zarándokolt el az épülő templomba.
1503-ban kezdődött a tornyok építése, amelyet 1527-ben fejeztek be. 1520 körül a nagy tornyot bükkfaboltozata is elkészült, amelyhez az alapanyagot V. Károly adománya révén a közeli Zonien erdőből (Forêt de Soignes) termeltek ki. A város címerébe ekkor került be a torony, illetve a két oldalán álló fák képe.
A templom késő gótikus stílusban épült, a 14. századi brabanti építészet jegyeit viseli magán: csúcsos oromzat a mellékhajók és a torony szegélyén, káposztalevélre emlékeztető díszítés a templombelső oszlopfőin.
A templom sekrestyéje a 17. századból származik, végleges helyére 1775-ben került. A templomot 1866-ban felújították és 1891-ben készült el a toronycsúcs. A csúcs formája a brabanti hercegi korona alakját követi, a brabanti hercegek által a templom építéséhez nyújtott segítség emlékére.
A Mária-szobor mellett más műtárgyak is megtalálhatók a templom gyűjteményében, mint például az 1770-ből származó kovácsoltvas szentélyrács, a barokk stílusú, bükkfából faragott padok, illetve a 18. sz.-ból származó, Jan van Geel által faragott szószék. A templomban számos festmény is található, ezek közül néhány a búcsújáróhely történetét meséli el, ezeket 1645 körül Antoon Sallaerts festette. A brüsszeli festő további 16 kisméretű portréja a templom jótevőit és támogatóit ábrázolja, ezek a sekrestyében találhatók.

### Herisenmolen
A város szélén található Herisenmolen, vagyis Herisen malom néven ismert épületkomplexum a 19. sz.-ban kezdte meg működését. A ma látható épület egy 16. sz.-tól működő papírmalomra maradványaira épült, de 1802-től már egy lakrész és számos farmépület is állt itt.
Az eredeti papírmalom feltehetően 1536-ban kezdte meg működését, vagyis az egyik legrégebbi Belgiumban. Később papírgyártásra és forgácslapok előállítására tért át, ebben a formában egészen az 1940-es évekig működött. Alsemberg és Dworp településen a Winderickxmill néven ismerték, a malmot működtető család után.
Ötvenéves kényszerpihenő után a malom napjainkban mint ipari múzeum működik, mivel a gépállomány épségben fennmaradt. A malomban kézzel merített papírt is gyártanak.